# グロリア魔法瓶製作所
株式会社グロリア魔法瓶製作所（グロリアまほうびんせいさくしょ）は、大阪府羽曳野市に本社を置く魔法瓶・調理器具の製造販売をおこなう企業である。1938年創業。

## 会社概要
魔法瓶を中心に、ランチジャー、ステンレスクーラー、フライパン等の調理器具の製造をおこなっている。
同社の魔法瓶は1960年代から1970年代にかけて盛んに販売され、比較的安価でかつ品質も高かったことからその多数が今日まで使用されており、近年ではその当時生産された魔法瓶がレトロ趣味も手伝って、一部のオークションなどで人気を呼んでいる。
かつては同業の象印マホービンやタイガー魔法瓶に倣い、動物を商標に使った「犬マークマホービン」のブランドで知られ、十田敬三の歌うCMソングも盛んにテレビなどで放送されたりしていた。
2018年現在、公式ホームページの会社概要では、本社以外の事業所が賃貸マンションの経営と土地賃貸のみとなっているため、商品の製造は外部の業者に委託している模様である。

## 沿革
- 1938年：寺本商店として大阪市東成区にて創業
- 1949年：業界初となる輪島塗ケースお櫃を開発
- 1951年：株式会社に改組。株式会社 グロリア魔法瓶製作所に社名を改める
- 1962年：八尾工場を新設し本社・工場とも移転
- 1964年：業界初となるランチジャーの開発に成功

## 提供番組（全て過去）
- 歌って当ててハイ何点（毎日放送制作・NET系）
- ダイビングクイズ（毎日放送制作・NET系）

※上記枠の後番組。若井はんじ・けんじ司会（初期は千葉信男）で放映されたクイズ番組。開始当初は当社が冠協賛し「グロリア・ホームゲーム」（前者の番組は『グロリアホームクイズ』）として放映された。なおはんじ・けんじは、同社のランチジャーのCMにも出演していた。
- スター誕生!（日本テレビ系）

※1972年4月 - 1974年3月にかけて提供スポンサーとして参加。挑戦者全員に同社の製品が参加賞としてプレゼントされた。
- 歌謡ハラハラサンデー(NET→テレビ朝日)

※提供クレジットは「犬マークマホービン」名義。